# 余昧
余昧（よまい）は、春秋時代の呉の第4代の王。姓は姫。名は夷末、あるいは夷眜と表記される。寿夢の子。諸樊・余祭の弟。季札の兄。

## 略歴
余祭4年（紀元前544年）5月、兄の余祭が越の捕虜に惨殺されると、その跡を継いで王となった。余昧4年（紀元前527年）正月に亡くなると、僚が後を継いだ。
一説では、闔閭（光）の父と伝わる。